# Karl Stelter

Karl Stelter

Compass auf dem Meer des Lebens, 3. vermehrte Auflage, Berlin, 1872

Karl Stelter (* 25. Dezember 1823 in Elberfeld; † 13. Mai 1912 in Wiesbaden) war ein deutscher Kaufmann und arbeitete bis 1880 als Kaufmann in einer Seidenweberei. Daneben war als Dichter und Schriftsteller Mitglied des Wuppertaler Dichterkreises, der Wuppertaler Poeten. Diese literarische Gruppe verstand sich als „freisinnig“ und lebensfroh, in Abgrenzung zu den strengen, pietistischen Kreisen Wuppertals.

## Leben
Anlässlich der Krönung von Kaiser Wilhelm I. verfasste Stelter ein patriotisches Festspiel, das im Stadttheater Elberfeld aufgeführt wurde, sowie ein Kaiserlied. Ab 1880 lebte er bis zu seinem Tode in Wiesbaden. 1903 erschienen seine Lebenserinnerungen unter dem Titel Erlebnisse eines Achtzigjährigen.

## Werke
- Gedichte. 2 Bände. Elberfeld 1858. 3. Auflage 1880.
- Die Braut der Kirche, lyrisch-epische Dichtung. Breslau 1858.
- Kompaß auf dem Meere des Lebens. 3. Auflage. 1872.
- Aus Geschichte und Sage, erzählende Dichtungen. Elberfeld 1866, 2. Auflage 1882.
- Kompendium der schönen Künste. Düsseldorf 1869.
- Novellen. Elberfeld 1882.
- Neue Gedichte. Elberfeld, 1887.
- Kompaß auf dem Meer des Lebens. Anthologie. 5. Auflage. Berlin 1892.
- Nach sieben Jahrzehnten. Gedichte. Elberfeld 1893.
- Erlebnissen eines Achtzigjährigen. Autobiographie. Elberfeld 1903.